# 9005 Сидорова
9005 Сидорова (9005 Sidorova) — астероїд головного поясу, відкритий 20 жовтня 1982 року.
Тіссеранів параметр щодо Юпітера — 3,402.